# 若竹級驅逐艦
若竹型驅逐艦（日語：わかたけかたくちくかん）是大日本帝國海軍的二等驅逐艦，同型艦共八艘。

## 計畫
1918年，大日本帝國海軍提出了八六艦隊方案，計畫建造二等驅逐艦16艘，其中3艘樅型驅逐艦以及8艘本型艦即是在此時建成的。1920年，海軍再次提出八八艦隊方案，計畫再建造10艘二等驅逐艦；然而1922年6月間日本簽署了《華盛頓海軍條約》，10艘二等驅逐艦的建造計畫因而生變。本型艦原先規劃為13艘同級艦，但海軍於1923年所提出的大正12年度新補充計畫中止了八六艦隊案中五艘未成艦的建造，八八艦隊案中10艘新式驅逐艦的建造同樣被取消。最終本型艦僅完成了8艘。

## 概述
本型艦的計畫編號為F37C。先前的樅型驅逐艦編號則為F37、F37A與F37B，分別標示了艦級編號以及改良編號。
樅型驅逐艦在設計上的瑕疵使其在舵回復時艦體會嚴重傾斜，進而造成迴轉半徑劇增，因此本型艦在設計時刻意將艦體寬度加寬了6英吋（約15 公分）以改善此問題。此外，樅型驅逐艦在建成時，其標準排水量比計畫時多出了45噸，而後續改裝亦使艦體越來越重，因此本型艦最初的計畫排水量即為900噸（比樅型多出約50噸），以為未來的升級預留噸位；不過這也使本型艦的吃水深度增加了3英吋，平均速度亦從原先計畫的36節下降到34節。除此之外，本型艦的外觀與樅型驅逐艦並無太大差異。

### 引擎
與樅型驅逐艦一樣，本型艦所使用的引擎主機各異，主要有以下三種：
- 柯蒂斯·布朗式引擎：若竹號、芙蓉號、吳竹號、刈萱號
- 帕森斯式引擎：朝顏號、早苗號、早蕨號
- 謝里式引擎：夕顏號

## 服役生涯
本型艦自1924年12月竣工後，主要均在第一艦隊第一魚雷戰隊下轄的第13驅逐隊與第16驅逐隊中服役，並在隊中擔任護衛艦的角色。1930年後，由於較為先進的海軍艦艇陸續服役，因此本型艦轉至中國沿岸執行警戒任務；太平洋戰爭爆發後則多被調往太平洋戰區擔任運輸船團的護衛艦。

## 同型艦

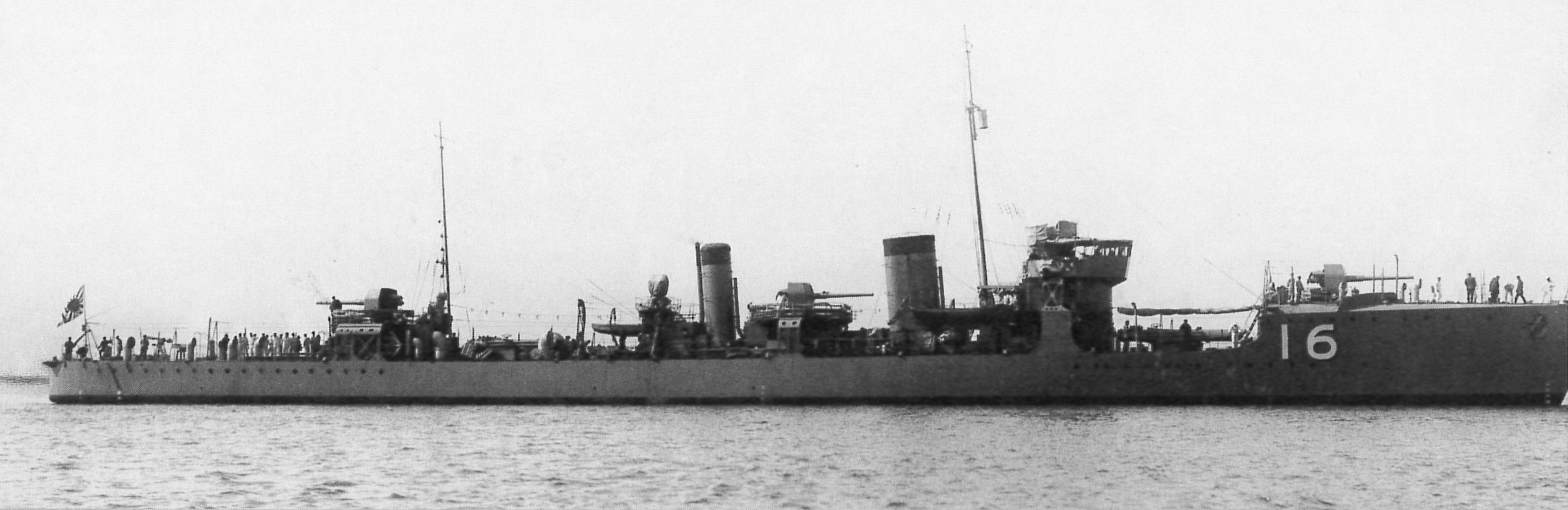
芙蓉號

若竹（わかたけ）
1922年9月30日在川崎造船所完工。最初艦名為第二驅逐艦。1928年8月1日更名為若竹。後投入太平洋戰爭。1944年3月30日在帛琉海域被美軍轟炸而沉沒。
吳竹（くれたけ）
1922年12月21日在川崎造船所完工。最初艦名為第四驅逐艦。1928年8月1日更名為吳竹。後投入太平洋戰爭。1944年12月30日在巴士海峽被美軍潛艇「剃刀鯨號」所發射的魚雷擊沉。
早苗（さなえ / さなへ）
1923年11月5日在浦賀船渠完工。最初艦名為第六驅逐艦。1928年8月1日更名為早苗。後投入太平洋戰爭。1943年11月18日在西里伯斯海被美軍潛艇「竹莢魚號」所發射的魚雷擊沉。
早蕨（さわらび）
1924年7月24日在浦賀船渠完工。最初艦名為第八驅逐艦。1928年8月1日更名為早蕨。1932年12月5日在台灣海峽北部遭遇暴風雨後失蹤，推測翻覆後沉沒。
朝顏（あさがお / あさがほ）
1923年5月10日在石川島造船所完工。最初艦名為第十驅逐艦。1928年8月1日更名為朝顏。後投入太平洋戰爭。倖存至戰爭結束，後於1945年8月22日在關門海峽誤觸水雷造成艦身破裂。
夕顏（ゆうがお / ゆふがほ）
1924年5月21日在石川島造船所完工。最初艦名為第十二驅逐艦。1928年8月1日更名為夕顏。1940年4月1日被重分類為哨戒艇，並再次更名為「第46號哨戒艇」。太平洋戰爭爆發後主要於帛琉海域從事護衛任務，1944年11月10日在石廊崎被美軍潛艇「斑頭魚號」所發射的魚雷擊沉。
芙蓉（ふよう）
1923年3月16日在藤永田造船所完工。最初艦名為第十六驅逐艦。1928年8月1日更名為芙蓉。後投入太平洋戰爭。1943年12月20日在馬尼拉灣被美軍潛艇「河豚號」所發射的魚雷擊沉。
刈萱（かるかや）
1923年8月20日在藤永田造船所完工。最初艦名為第十八驅逐艦。1928年8月1日更名為刈萱。後投入太平洋戰爭。1944年5月10日在呂宋海域被美軍潛艇「鱈魚號」所發射的魚雷擊沉。

## 預定艦名
若竹級驅逐艦的建造計畫被提出時，日本海軍原先規劃該級艦的所有驅逐艦均以兩個漢字所寫成的植物名為命名依據，不過不久後又改為以數字命名，因此所有驅逐艦於完工時均遵循「第Ｏ驅逐艦」的命名模式（本級艦均以偶數命名，奇數為神風型驅逐艦）。這種命名模式於1924年4月24日被取消。1928年8月1日，本級艦與神風型驅逐艦以及睦月型驅逐艦才被統一改為現名。
| 最初的預定艦名     | 竣工時艦名         | 1928年艦名     |
| ------------------ | ------------------ | -------------- |
| 桔梗（ききょう）   | 第二（號）驅逐艦   | 若竹           |
| 百合（ゆり）       | 第四（號）驅逐艦   | 吳竹           |
| 菖蒲（あやめ）     | 第六（號）驅逐艦   | 早苗           |
| 海棠（かいどう）   | 第八（號）驅逐艦   | 早蕨           |
| 杜若（かきつばた） | 第十（號）驅逐艦   | 朝顏           |
| 躑躅（つつじ）     | 第十二（號）驅逐艦 | 夕顏           |
|                    | （第十四驅逐艦）   | （建造中止）   |
| 紫陽（あじさい）   | 第十六（號）驅逐艦 | 芙蓉           |
| 刈萱（かるかや）   | 第十八（號）驅逐艦 | 刈萱           |
|                    | （第二十驅逐艦）   | （建造中止）   |
|                    | （第二十二驅逐艦） | （僅存於計畫） |
|                    | （第二十四驅逐艦） | （存於計畫）   |
|                    | （第二十六驅逐艦） | （存於計畫）   |

建造中止與計畫中的驅逐艦，其預定艦名依序為紫苑（しおん）、澤瀉（おもだか）、牡丹（ぼたん）、芭蕉（ばしょう）與撫子（なでしこ）。

## 腳註

### 資料來源
1. ↑  #海軍制度沿革8(1971)pp.92-93『昭和三年六月二十日(内令一六〇) 艦艇類別等級別表中左ノ通改正ス 本令ハ昭和三年八月一日ヨリ之ヲ施行ス (中略) 同部中「第二號型」ノ項ヲ左ノ如ク改ム | 若竹型 | 若竹、呉竹、早苗、早蕨、朝顔、夕顔、芙蓉、刈萱 | (以下略)』
2. 1 2 3 4 5 6 7 8 9
3. 1 2  #帝国海軍機関史下巻pp.658-659(五四〇-五四一頁)
4. 1 2 3  #戦史叢書31海軍軍戦備1付表第二その二「大正十二年三月調艦艇要目等一覧表 その二 駆逐艦」
5. ↑  #一般計画要領書p.16、准士官以上9名、下士官兵101名
6. ↑  #海軍制度沿革10-1(1972)pp.601-602、大正8年6月10日(内令182)二三等駆逐艦定員表制定(樅型を含む)、將校、機關將校6人、特務士官准士官3人、下士26人、卒75人。#海軍制度沿革10-2(1972)p.663、大正11年9月30日(内令335)で定員表に「第2」を加え、以下同書p.665大正11年12月21日(内令470)で「第4」追加、同書p.667大正12年3月20日(内令73)で「第16」追加、同書p.673大正12年5月10日(内令190)で「第10」追加、同書p.675大正12年8月20日(内令306)で「第18」追加、同書p.678大正12年11月5日(内令404)で「第6」追加、同書p.680大正13年7月24日(内令187)で「第8号」追加、同書p.681大正13年10月1日(内令236)で「第4号」追加。
7. ↑  #海軍制度沿革8(1971)pp.92-93『昭和三年六月二十日(内令一六〇) 艦艇類別等級別表中左ノ通改正ス 本令ハ昭和三年八月一日ヨリ之ヲ施行ス (中略) 同部中「第二號型」ノ項ヲ左ノ如ク改ム | 若竹型 | 若竹、呉竹、早苗、早蕨、朝顔、夕顔、芙蓉、刈萱 | (以下略)』
8. ↑  #戦史叢書31海軍軍戦備1pp.258-259
9. 1 2 3 4 5 6 7 8 9  #戦史叢書31海軍軍戦備1pp.261-262
10. ↑  #戦史叢書31海軍軍戦備1p.270
11. ↑  #戦史叢書31海軍軍戦備1p.322
12. 1 2  #日本駆逐艦史1992p.62
13. ↑  #日本駆逐艦物語p.296
14. ↑  #日本駆逐艦物語pp.295-296
15. ↑  #T10公文備考24艦船1/大正10年度建造大中型駆逐艦艦型画像4
16. ↑  #T10公文備考24艦船1/大正10年度建造大中型駆逐艦艦型画像5、三.排水量及速力ヲ次項要目ノ通改ム
17. 1 2  #T10公文備考24艦船1/大正10年度建造大中型駆逐艦艦型画像6、四.改正要目
18. ↑  #日本駆逐艦物語p.90
19. ↑  #帝国海軍機関史下巻pp.658-659(五四〇-五四一頁)
20. ↑  #海軍制度沿革4-1(1971)pp.83-84
21. ↑  #日本駆逐艦物語pp.90-91
22. ↑  #日本駆逐艦物語p.91
23. ↑  #叢書46海上護衛戦436-437頁『護衛艦としての旧式駆逐艦及び水雷艇』
24. ↑  #達昭和3年6月p.9『達第八十號 驅逐艦及掃海艇中左ノ通改名ス 本達ハ昭和三年八月一日ヨリ之ヲ施行ス｜昭和三年六月二十日 海軍大臣　岡田啓介｜第二號驅逐艦 ヲ 驅逐艦 若竹 トス』
25. ↑  #達昭和3年6月p.9『達第八十號 驅逐艦及掃海艇中左ノ通改名ス 本達ハ昭和三年八月一日ヨリ之ヲ施行ス｜昭和三年六月二十日 海軍大臣　岡田啓介｜第四號驅逐艦 ヲ 驅逐艦 呉竹 トス』
26. 1 2 3 4  #叢書46海上護衛戦446-447頁『米潜水艦に撃沈されたわが駆逐艦一覧表』
27. ↑  #達昭和3年6月p.9『達第八十號 驅逐艦及掃海艇中左ノ通改名ス 本達ハ昭和三年八月一日ヨリ之ヲ施行ス｜昭和三年六月二十日 海軍大臣　岡田啓介｜第六號驅逐艦 ヲ 驅逐艦 早苗 トス』
28. ↑  #達昭和3年6月p.9『達第八十號 驅逐艦及掃海艇中左ノ通改名ス 本達ハ昭和三年八月一日ヨリ之ヲ施行ス｜昭和三年六月二十日 海軍大臣　岡田啓介｜第八號驅逐艦 ヲ 驅逐艦 早蕨 トス』
29. ↑  #達昭和3年6月p.9『達第八十號 驅逐艦及掃海艇中左ノ通改名ス 本達ハ昭和三年八月一日ヨリ之ヲ施行ス｜昭和三年六月二十日 海軍大臣　岡田啓介｜第十號驅逐艦 ヲ 驅逐艦 朝顔 トス』
30. ↑  #達昭和3年6月p.10『達第八十號 驅逐艦及掃海艇中左ノ通改名ス 本達ハ昭和三年八月一日ヨリ之ヲ施行ス｜昭和三年六月二十日 海軍大臣　岡田啓介｜第十二號驅逐艦 ヲ 驅逐艦 夕顔 トス』
31. ↑  #達昭和3年6月p.10『達第八十號 驅逐艦及掃海艇中左ノ通改名ス 本達ハ昭和三年八月一日ヨリ之ヲ施行ス｜昭和三年六月二十日 海軍大臣　岡田啓介｜第八號驅逐艦 ヲ 驅逐艦 芙蓉 トス』
32. ↑  #達昭和3年6月p.10『達第八十號 驅逐艦及掃海艇中左ノ通改名ス 本達ハ昭和三年八月一日ヨリ之ヲ施行ス｜昭和三年六月二十日 海軍大臣　岡田啓介｜第十八號驅逐艦 ヲ 驅逐艦 刈萱 トス』
33. ↑  #達大正10年10月pp.11-12『達第百九十號　軍備補充費ヲ以テ大正十年度ニ於テ建造ニ着手ノ一等驅逐艦七隻二等驅逐艦十隻及一等掃海艇六隻ニ左ノ通命名ス　大正十年十月十二日　海軍大臣男爵 加藤友三郎｜一等驅逐艦七隻　第一驅逐艦 第三驅逐艦 第五驅逐艦 第七驅逐艦 第九驅逐艦 第十一驅逐艦 第十三驅逐艦｜二等驅逐艦十隻　第二驅逐艦 第四驅逐艦 第六驅逐艦 第八驅逐艦 第十驅逐艦 第十二驅逐艦 第十四驅逐艦 第十六驅逐艦 第十八驅逐艦 第二十驅逐艦｜一等掃海艇六隻　第一掃海艇 第二掃海艇 第三掃海艇 第四掃海艇 第五掃海艇 第六掃海艇』
34. ↑  #達大正13年4月p.17『達第四十九號　艦艇類別等級別表中左ノ通改正ス　驅逐艦及掃海艇ノ欄中「第一、第二」等トアルヲ「第一號、第二號」等ニ改ム/備考第二號中「第一驅逐艦」「第二驅逐艦」ヲ「第一號驅逐艦」「第二號驅逐艦」ニ改ム/同三號中「第一掃海艇」「第二掃海艇」ヲ「第一號掃海艇」「第二號掃海艇」ニ改ム　大正十三年四月二十四日　海軍大臣 村上格一』
35. ↑  #達昭和3年6月pp.7-8『達第八十號 驅逐艦及掃海艇中左ノ通改名ス 本達ハ昭和三年八月一日ヨリ之ヲ施行ス｜昭和三年六月二十日 海軍大臣　岡田啓介｜第一號驅逐艦 ヲ 驅逐艦 神風 トス(以下同)』
36. 1 2 3 4 5 6 7 8 9  #銘銘伝2014p.431
37. 1 2 3 4 5  #銘銘伝2014p.430